# Mengusovce
Mengusovce és un poble i municipi d'Eslovàquia. Es troba a la regió de Prešov, al nord del país. La primera referència escrita de la vila data del 1398.

## Demografia
| Godina             | 1994 | 2004   | 2014   | 2024   |
| ------------------ | ---- | ------ | ------ | ------ |
| Nombre de persones | 566  | 607    | 665    | 682    |
| Diferència         |      | +7,24% | +9,55% | +2,55% |

| Godina             | 2023 | 2024   |
| ------------------ | ---- | ------ |
| Nombre de persones | 669  | 682    |
| Diferència         |      | +1,94% |